# Dynegy
Dynegy Inc. — энергетическая компания, базировавшаяся в Хьюстоне, штат Техас, США. Она владела и управляла рядом электростанций в США, работавших на природном газе и угле, до слияния с Vistra Energy 9 апреля 2018 года.
Компания была основана в 1984 году как NG Clearinghouse. Первоначально это была брокерская компания по продаже и покупке природного газа. Она изменила свое название на NGC Corporation в 1995 году после того, как занялась производством электроэнергии.
Компания получила название Dynegy в 1998 году. Dynegy была конкурентом находившейся в Хьюстоне энергетической фирмы Enron, которую она согласилась купить в 2001 году. Dynegy вышла из сделки, когда выяснились масштабы проблем Enron.
В 2002 году Dynegy едва не обанкротилась, и несколько руководителей компании были осуждены за мошенничество. Dynegy вышла из бизнеса по торговле электроэнергией в 2002 году и из бизнеса по поставкам природного газа в 2005 году, сосредоточив свои усилия на производстве электроэнергии. У компании есть одно крупное дочернее предприятие — Dynegy Holdings. У неё также есть три операционные дочерние компании: GasCo, CoalCo и «небольшая группа» (для прочих коммерческих предприятий).
В 2010 году компания Dynegy Inc. была объектом двух неудачных попыток поглощения. Её дочерняя компания Dynegy Holdings обанкротилась в ноябре 2011 года, а сама Dynegy Inc. подала заявление о защите от банкротства 6 июля 2012 года. Дочерние компании GasCo и CoalCo не пострадали от этого заявления о банкротстве. 2 октября 2012 года Dynegy вышла из банкротства. 9 апреля 2018 года Vistra Energy завершила сделку по приобретению Dynegy после того, как FERC установила, что сделка на 1,7 миллиарда долларов не вызывает угрозы конкуренции.